# Luc Peire
 (novembre 2016).
Luc Peire est un peintre et graveur belge né le 7 juillet 1916 à Bruges et mort le 7 février 1994 à Paris.

## Biographie
- 1934 Études à l’Académie des Beaux-arts de Bruges et à St-Luc à Gand.
- 1936 Études à l'Institut supérieur des Beaux-arts d'Anvers
- 1947 Bourse du prix de Rome. Séjourne en Italie.
- 1950 Il séjourne en Espagne et au Maroc.
- 1953 Rencontre à Ténérife Eduardo Westerdahl et Alberto Sartoris
- 1954 Il rencontre à Paris Michel Seuphor aux réunions des Batignolles.
- 1958 Luc Peire est chargé de la direction artistique de la section Art du pavillon du Congo à l'exposition universelle de Bruxelles.
- 1959 Il se fixe à Paris.
- 1961 Il cofonde le groupe « Mesure » de Paris avec Georges Folmer, Jean Gorin, Léo Breuer, Roger-François Thépot, Pierre-Maryin Guéret.
- 1963 Il réalise avec Henri Chopin et Tjerk Wicky le film Pêche de nuit, prix Signal du film expérimental 1963.
- 1966 Voyage à New York et au Mexique où il rencontre Mathias Goeritz.
- 1968 Prix Gavina à la 34e Biennale de Venise. Luc Peire est invité par les autorités du Mexique pour y réaliser un environnement qui sera intitulé "Ambiente Mexico 68" et deviendra propriété du musée national d'art moderne.
- 1969 Réalisation d'une mosaïque pour le C.S.U. d'Angers (3mx42 m)

Au début de sa carrière, il adhère à l’expressionnisme flamand : c’est la période de sa collaboration avec Permeke. Puis il fait partie du groupe la Jeune Peinture belge, avant de prendre ses distances avec le groupe.
Avec le soutien de Michel Seuphor il se tourne alors vers la géométrie.
Durant les années 1960 il invente ses « Graphies ».
Luc Peire introduit une notion d'espace infini par l’emploi des miroirs au sol et au plafond, et de ses graphies sur les murs. Les spectateurs pouvaient se déplacer dans ces constructions d’allures cinétiques, nettement apparentées à l’optical art.

## Expositions personnelles
- 1942 Musée Groeninge, Bruges
- 1943 Palais des Beaux-Arts, Bruxelles
- 1949 Palais des Beaux-Arts, Bruxelles
- 1953 Instituto de Estudios Hispanicos, Puerto de la Cruz, Teneriffe
- 1954 Palais des Beaux-Arts, Bruxelles
- 1955 Musée du Congo Belge, Tervuren
- 1956 Musée Municipal, Ostende
- 1961 Biblioteca Luis-Angel Arango, Bogota
- 1965 Museu de Arte Moderno, Rio de Janeiro,
- 1966 Musée Groeninge, Bruges
- 1967 Musée national d'art moderne, Paris, (catalogue : textes de Richard Hirsch, Pierre Volboudt et Luc Peire)
- 1967 Musée des Beaux-Arts, Lille
- 1967 The Stamford Museum, Stamford U.S.A.
- 1968 Biennale de Venise, Pavillon Belge
- 1968 Museo Nacional de Arte Moderno, Mexico
- 1968 Allentown Art Museum, Allentown U.S.A.
- 1969 Museum Boymans Beuningen, Rotterdam, Museum voor Stad en Lande, Groninge, Museum St Pieters Abdij, Gand
- 1971 Musée des Beaux-Arts, La-Chauxde-Fonds, Musées royaux des beaux-arts de Belgique, Bruxelles
- 1973 Auckland City Art Gallery, Auckland N .Z.
- 1975 Maison de la culture, Saint Étienne
- 1976 Centre Culturel Scharpoord, Knokke
- 1977 Musée des Beaux-Arts, Calais, Musée des Beaux-Arts, Chartres
- 1979 Palais des Arts et de la culture, Brest
- 1981 Musée d'Hondt-Daenens, Deurle, Palais Provincial, Bruges
- 1985 Musée d'Art Moderne, Villeneuve-d'Ascq
- 1988 Institut Français, Stockholm
- 1989 Institut Français, Malmô, "TEK" à Temsé, Belgique, Musée du Luxembourg, Paris.
- 2018 Galerie Wack, Kaiserslautern

## Réalisations publiques

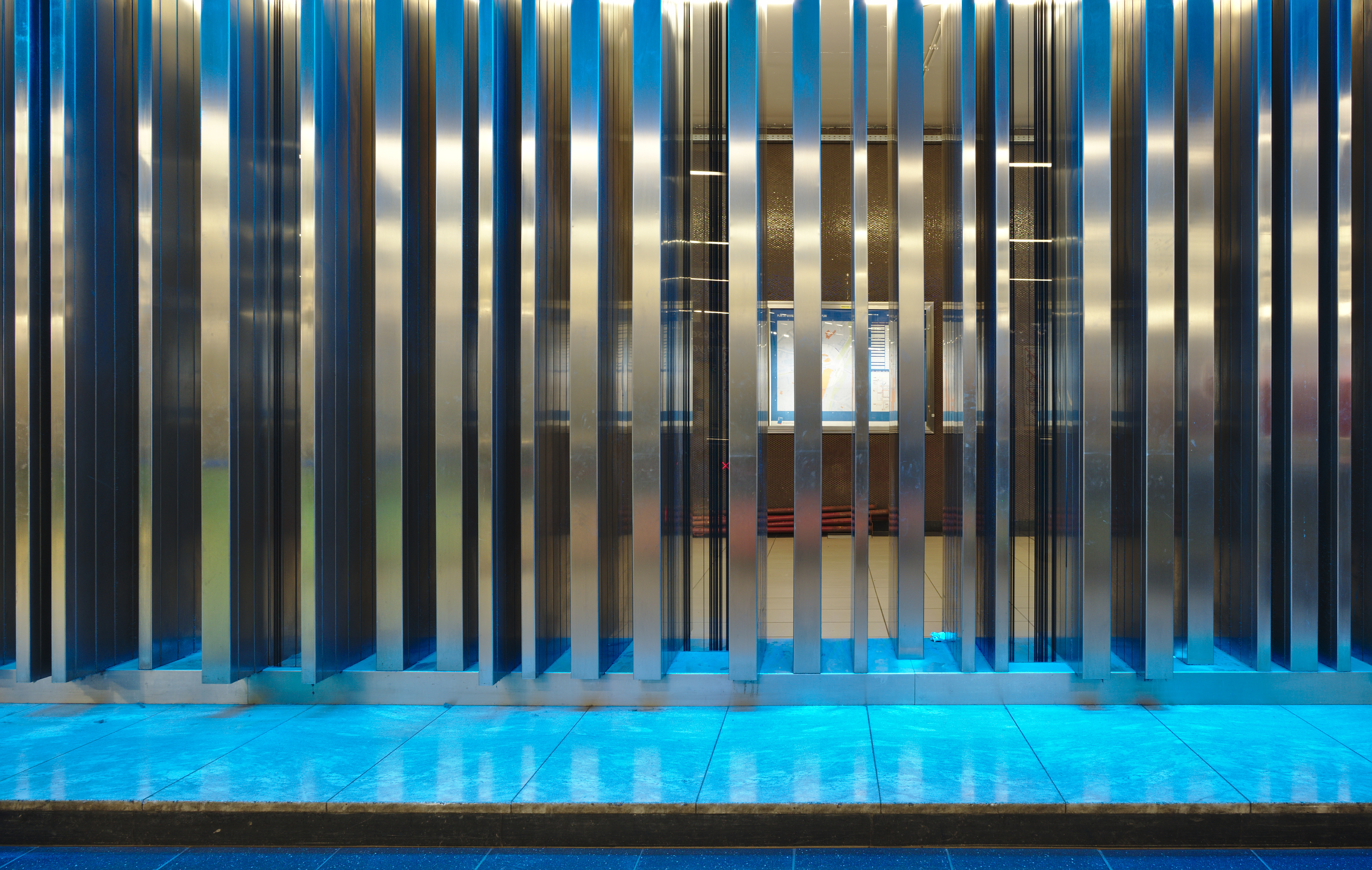
"Intégration Roodebeek" exposé dans la station métro Roodebeek

Luc Peire a réalisé plusieurs œuvres insérées dans l'architecture, dont la plus imposante est la Place carrée ou Place Salvador Allende à Noisy-le-Grand (1982) devenue Place Georges Pompidou en 1984. Cette place a laissé place à un espace vert depuis un projet d'urbanisme mené en 2008.

## Distinctions
- 1941 : Prix Godecharle